# Prólogos de La Biblioteca de Babel
Prólogos de La Biblioteca de Babel es un libro del escritor argentino Jorge Luis Borges. Fue publicado por Alianza Editorial en 2000.
La editorial Siruela propuso a Borges seleccionar y prologar una colección de libros. Treinta y tres títulos formaron la colección, que llevó el nombre La Biblioteca de Babel, el mismo nombre del cuento escrito por Borges y que forma parte de Ficciones.
Entre otros libros, figuran Las muertes concéntricas, de Jack London; El ojo de Apolo, de G. K. Chesterton; La isla de las voces, de Robert Louis Stevenson; Bartleby, el escribiente, de Herman Melville; El espejo que huye, de Giovanni Papini; El crimen de Lord Arthur Saville, de Oscar Wilde; Los amigos de los amigos, de Henry James; La pirámide de fuego, de Arthur Machen; Nuevos cuentos de Bustos Domecq, de Borges y Adolfo Bioy Casares.
Alianza Editorial reunió y publicó los prólogos escritos por Borges en el año 2000.